# Chinese Taipei Track and Field Association
La Chinese Taipei Athletics Association (CTAA, en chinois 中華民國田徑協會) est la fédération nationale d'athlétisme de Taïwan qui a longtemps représenté tout l'athlétisme chinois, jusqu'en 1960. C'est la République populaire de Chine qui a peu à peu imposé le nom de « Chinese Taipei » [Taipei de Chine] et la non-utilisation du drapeau et de l'hymne national lors des compétitions internationales. Lors des Jeux olympiques d'été de 1960, elle a défilé sous le nom de Formose. Elle siège à Taipei. Elle est reconnue par l'IAAF depuis 1956. Elle détermine les Records de Taïwan d'athlétisme.